# Magdalene College (Cambridge)
El Magdalene College fue fundado en 1428 como hostal benedictino, con el tiempo se empezó a conocer como Buckingham College, antes de ser refundado en 1542 como College Santa María Magdalena, uno de los colegios que constituyen la Universidad de Cambridge. La refundación fue, en gran parte, obra de Sir Thomas Audley, Lord Chancellor bajo reinado de Enrique VIII. Audley también le dio al college su lema — 'garde ta foy' — mantén tu fe. Los sucesores de Audley en la Dirección y como benefactores del college, sin embargo terminaron mal; muchos benefactores, en diferentes etapas, fueron acusados de alta traición y ejecutados.
El hijo más famoso del colleges es Samuel Pepys, cuyos documentos y libros fueron donados al College tras su muerte, y ahora se encuentran en la Biblioteca Pepys, el edificio más bonito dentro del college. El Magdalene es famoso y conocido por su estilo 'tradicional', gozando de unas comidas iluminadas por velas muy conocidas (que se llevan a cabo cada mediodía), y tiene la distinción de haber sido el último college, en Oxford o Cambridge, exclusivamente masculino que hubo, tras admitir a la primera mujer en 1988 (el Oriel College fue el último en Oxford, admitiendo a la primera mujer en 1985).
Estéticamente los edificios del antiguo Magdalene College son bonitos si representan el destartalado crecimiento del college viniendo de un monasterio y transformándose en centro educativo. Esto también se puede distinguir en que la mayoría de los antiguos edificios están construidos en ladrillo en vez de en piedra (salvo la fachada de la Biblioteca Pepys). Magdalene street separa los edificios más antiguos de los más modernos. Una de las nuevas residencias de la parte nueva del college fue diseñado por Sir Edwin Lutyens a principios de la década de 1930.
El Magdalene continúa siendo, a pesar de las expansiones realizadas en el siglo XX, uno de los colleges más pequeños de la Universidad, contando con más de 300 estudiantes y teniendo una comunidad de postgraduados en expansión. El Cripps Court abrió en 2005, en Chesterton Road, con nuevas habitaciones para estudiantes y lugares para conferencias. El Director actual es Duncan Robinson.

## Alumnos famosos

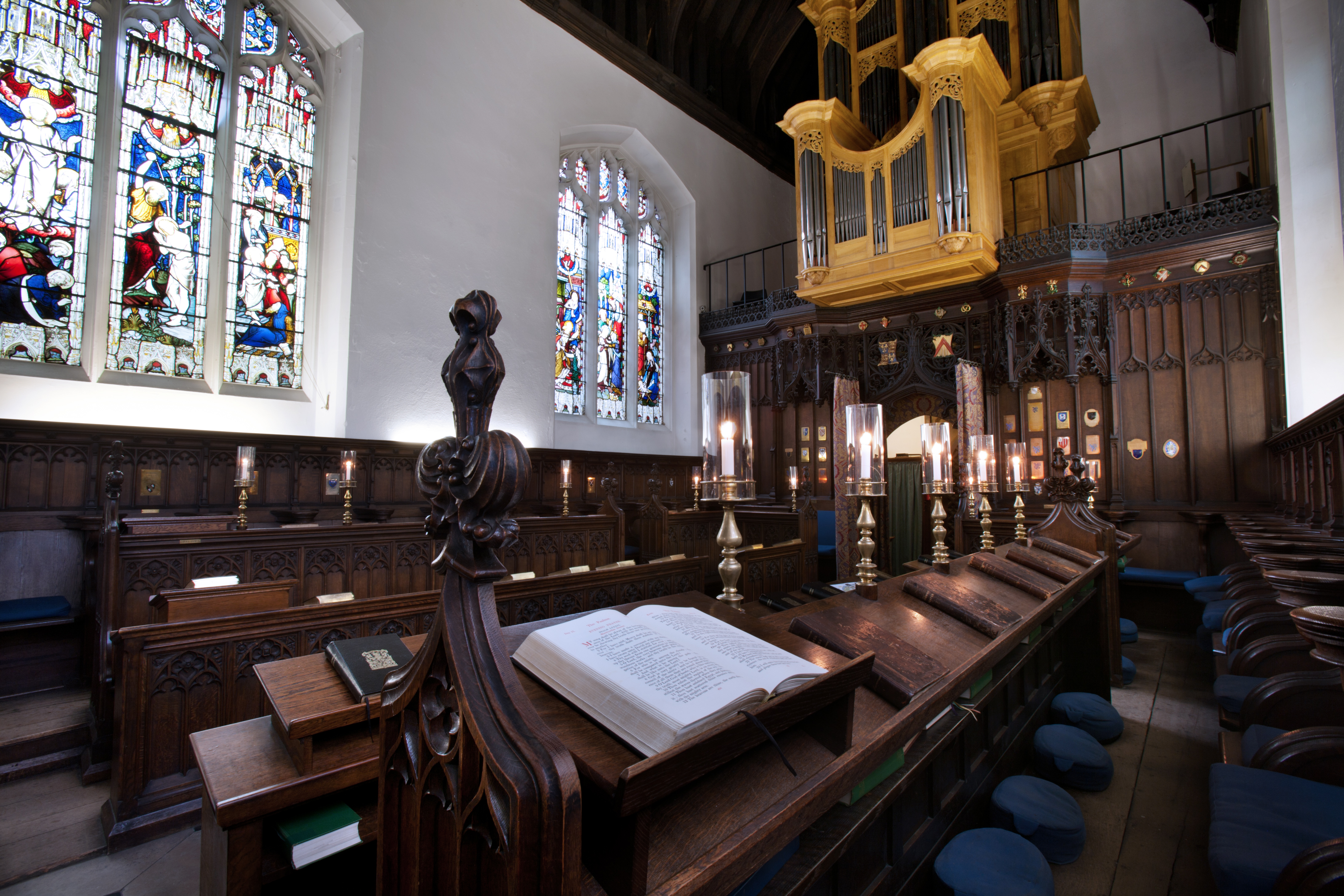
Interior de la capilla.

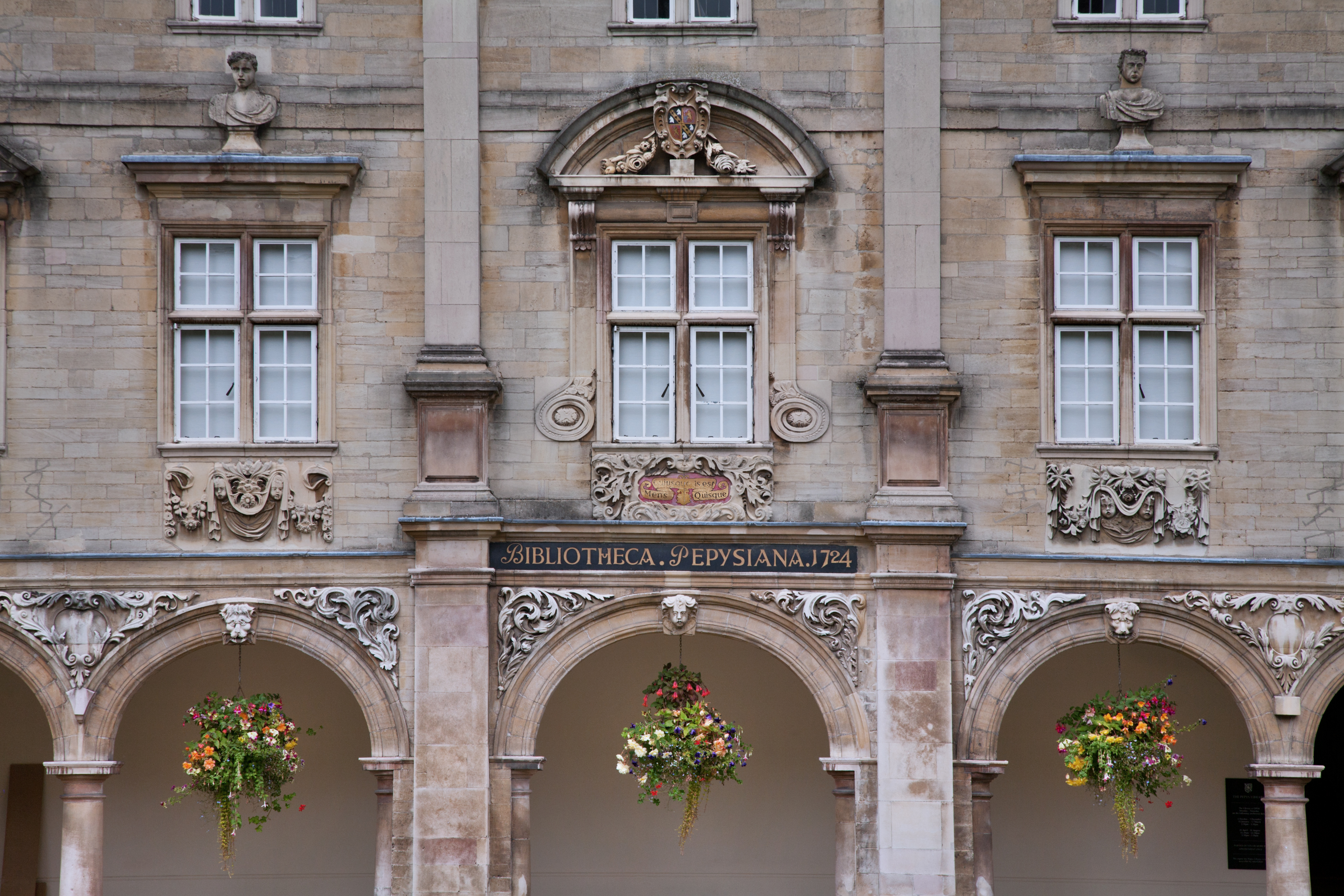
Detalle de la fachada del edificio que alberga la biblioteca de Samuel Pepys

- Sir Andrew Morritt (Canciller de la Corte de Justicia)
- Sir Igor Judge (Presidente de la división Queens Bench del Tribunal Supremo de Justicia)
- Adam Holloway (Miembro del Parlamento por Gravesham)
- Sir Lionel Walter Rothschild, 2do Barón Rothschild - banquero y zoólogo
- Samuel Pepys
- Sir Samuel Morland (diplomático, espía, inventor, y matemático)
- Sir Michael Redgrave (actor)
- Ronald Muwenda Mutebi II (actual rey o Kabaka de Buganda)
- George Mallory (montañero)
- Sir Trafford Leigh-Mallory (vice mariscal del aire, en la Batalla de Gran Bretaña)
- Arthur Tedder, 1.er Batón Tedder (Mariscal de la RAF, Segunda Guerra Mundial)
- John Tedder, 2º Barón Tedder (Profesor de Química)
- John Simpson (periodista)
- Peter Cowie
- Edward Newton (ornitólogo)
- Giles Baring (jugador de cricket)
- Anthony Bull (ingenireo de transportes)
- Julian Fellowes (actor)
- Mike Newell (director de cine, cuyos trabajos incluyen Cuatro bodas y un funeral y Harry Potter y el cáliz de fuego)
- Bamber Gascoigne (Presentador de TV)
- Julian Rathbone (Escritor)
- Alan Rusbridger (editor, The Guardian)
- David Clary (Presidente, Magdalen College, Oxford)
- Gavin Hastings
- Rob Wainwright
- Charles Stewart Parnell (nacionalista irlandés) (no se graduó)
- Sir Antony Jay (author de Yes Minister)
- Sir David Calcutt
- Dr Roger Morris (ingeniero eléctrico)
- C. S. Lewis (escritor y teólogo)
- Henry Dunster (primer Presidente de la Universidad de Harvard)
- A. C. Benson (escritor del libreto de Land of Hope and Glory)
- Patrick Blackett (Premio Nobel de Física)
- Charles Kingsley
- Thomas Cranmer (Arzobispo de Canterbury y graduado del Jesus College; Profesor del Magdalene)
- Michael Ramsey (Arzobispo de Canterbury)
- Norman Hartnell
- David Burghley (Campeón Olímpico de 400 metros vallas en 1928)
- Sir Frederic Salusbury (Editor del Daily Herald)
- Selwyn Lloyd (antiguo Secretario de exteriores, Ministro de Hacienda y Speaker de la Cámara de los Comunes)
- Michael Morris, 3.er Barón Killanin (antiguo presidente del COI)
- Francis Pym (antiguo Secretario de Estado de exteriores)
- Sir John Boardman (arqueólogo, Profesor de Arte Clásico y Arqueología)
- William Donaldson
- Dr. Akhtar Hameed Khan
- Simon Ambrose
- Mark Malloch Brown (Ministro de Estado en el Ministerio de Exteriores)
- Nick Herbert (Miembro del Parlamento por Arundel y South Downs)
- Dr Maurice Goldhaber (físico estadounidense)
- SAR El Príncipe Ricardo, Duque de Gloucester (miembro de la familia real británica
- SAR El Príncipe Guillermo de Gloucester (miembro de la familia real británica)